# Streisand-effektus

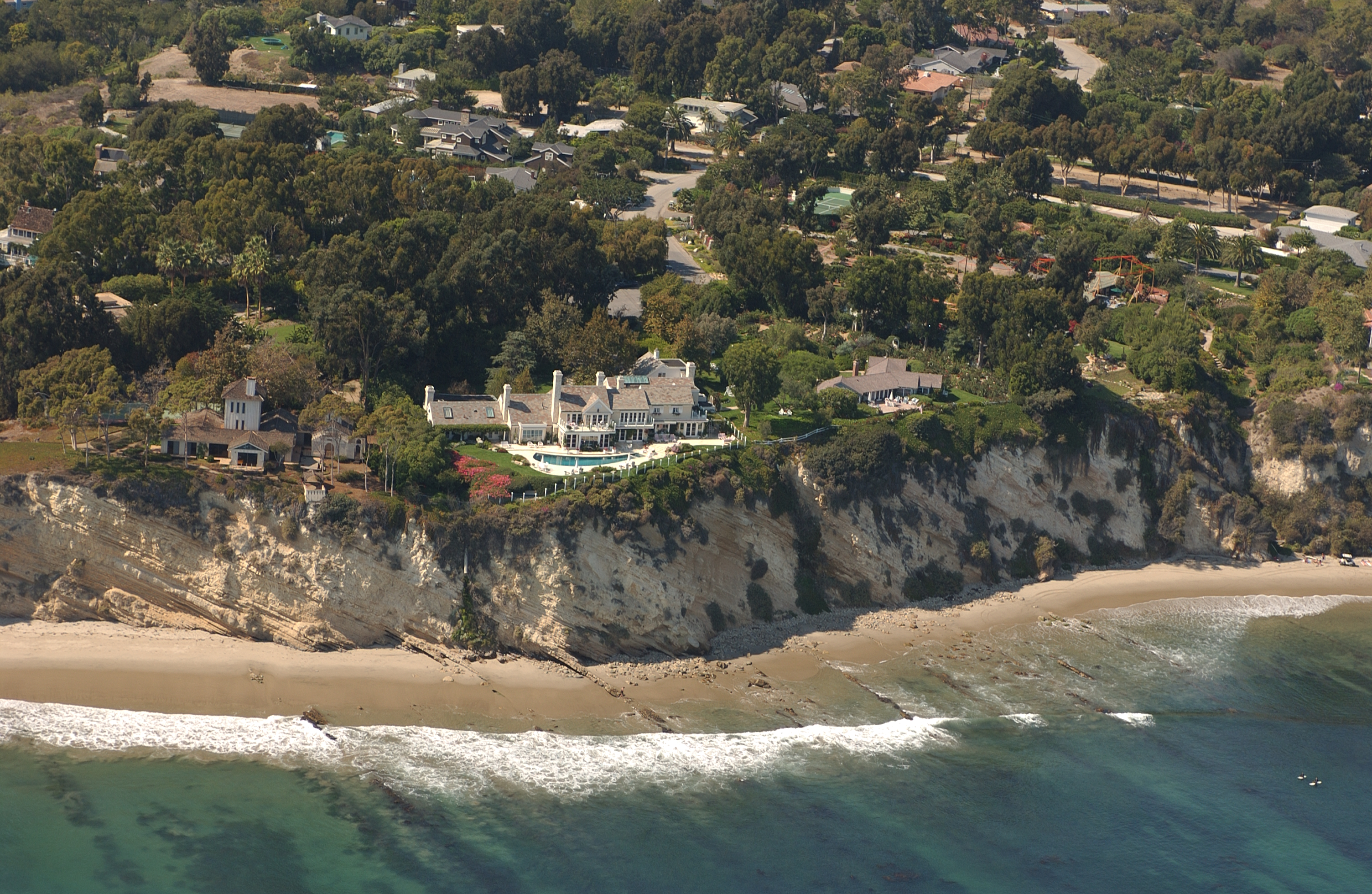
A fotó Streisand malibui házáról, amely az eset kirobbanásához vezetett (Fotó: 2002 Kenneth & Gabrielle Adelman, California Coastal Records Project)

Streisand-effektusnak nevezzük azt a jelenséget, amikor az interneten publikált információ cenzúrázására vagy eltávolítására tett kísérlet ellentétes hatást vált ki, és ennek következtében az szélesebb körben ismertté válik. A jelenség nevét Barbra Streisand amerikai művésznőről kapta, aki 2003-ban próbálta eltávolíttatni malibui házának fotóit az internetről, ám ezzel akaratlanul nagyobb nyilvánosságot generált ezeknek.
A Streisand Effect kifejezés Mike Masnick amerikai bloggertől ered, aki megírta az esetet, miután Streisand eredménytelenül perelte 50 millió dollárra Kenneth Adelman fotóst és a képet leközlő Pictopia.com oldalt személyiségi jogainak megsértése miatt. Adelman eredetileg a parti erózió dokumentálására készítette a fotót a California Coastal Records Project keretében, melynek a kormányzatra való nyomásgyakorlás volt a célja. A per előtt a 12 000 fotót tartalmazó nyilvános albumban megtalálható Image 3850 elnevezésű képállományt mindössze 6 alkalommal töltötték le, ebből kettő Streisand ügyvédjeihez köthető. Később, a per után viszont hatalmas publicitást kapott az ügy, ennek következtében 420 000 alkalommal keresték fel az oldalt a következő egy hónap során.

## Hasonló esetek Magyarországon
- 2014. július 15-én Orbán Viktor miniszterelnök fia, Orbán Gáspár levelet írt a róla fotót közlő 444.hu hírportálnak, hogy a továbbiakban ne tekintsék őt közszereplőnek, és ne írjanak róla több cikket.[1] Miután a 444 lehozta a levelet, pillanatok alatt végigsöpört a hír a magyar internetes sajtóban, előásva Orbán Gáspár korábbi sajtószerepléseit is, aki emiatt néhány nappal később úgy döntött, visszavonul profi futballpályafutásából.[2][3][4]
- 2014. november 12-én Vida Ildikó André Goodfriend amerikai ügyvivővel történt találkozójáról készült Hír TV-s videófelvétel is bejárta az internetet, mivel azt a Hír TV megpróbálta leszedetni több fórumról, internetes videómegosztóról és egyéb weboldalról is, mondván „A Hír TV webes felhasználást nem engedélyezett”. A törlések hatására felhasználók százai töltötték le a videót és töltötték fel számtalan példányban több különböző videómegosztóra.[5]
- 2014 őszén Széles Gábor nagyvállalkozó le akart tiltani egy vele készült indexes riportot, amelyben megkérdezték, hogy áll Széles „energiacella” néven elhíresült projektje, amit a vállalkozó utóbb sérelmesnek ítélt. Az Index ennek nem tett eleget, majd miután az eset híre gyorsan elterjedt, számos más hírportál is lehozta a konfliktusról készült videót. Széles később pert is indított becsületsértés miatt, de 2015 decemberében a bíróság másodfokon jogerősen elutasította keresetét.[6]
- 2015. március közepén felkerült a YouTube-ra Az Apa Zenél nevű egyszemélyes zenei projekt Baszódjál meg, KDNP című videóklipje, amely nem kevés trágársággal bírálta a KDNP-t, a 200 m²-nél nagyobb alapterületű üzletek vasárnapi nyitvatartásának betiltását célzó és az Országgyűlés által március 15-i hatállyal elfogadott javaslatuk miatt. Az eredeti videót valamivel több mint egy nap után a YouTube elérhetetlenné tette, ám ennek hatására több felhasználó is visszatöltötte a videómegosztó oldalra, illetve ugyanez a szám rövid időn belül megjelent más videómegosztó felületeken is; végül a YouTube újból elérhetővé tette az anyagot az eredeti helyén is. A dal letöltéseinek száma – vélhetően a törlés internetes visszhangjának is köszönhetően – csekély idő alatt elérte a százezres számot.[7]
- 2020. Meseország mindenkié címmel jelent meg egy nagy port kavaró mesekönyv a Labrisz gondozásában. A kiadványt Dúró Dóra országgyűlési képviselő bedarálta; a kötet azonnal a sikerlisták élére ugrott.
- 2025. Lázár János, hogy elterelje a figyelmet a személyszállító vonatok rendszeressé váló késéseiről, megszűntette a térképes vonatkövető felületet, melyen a MÁV valós időben közölte a járatinformációkat. Szinte azonnal több honlap is készült, amelyek a még elérhető nyilvános információkat felhasználva replikálták a vonatkövető funkciót. Lázár ezeket terheléses támadásnak titulálta és a funkciót eltávolíttatta a MÁV informatikusaival.[8] A késési adatok azonban nem sokkal azután elérhetővé váltak újra, így most (2025. 06. 24.) az alternatív utastájékoztató oldalak [9] [10] tovább működnek.

## Fordítás
- Ez a szócikk részben vagy egészben  a   Streisand effect című angol Wikipédia-szócikk fordításán alapul.  Az eredeti cikk szerkesztőit annak laptörténete sorolja fel. Ez a jelzés csupán a megfogalmazás eredetét és a szerzői jogokat jelzi, nem szolgál a cikkben szereplő információk forrásmegjelöléseként.